# 利蘭泰坦

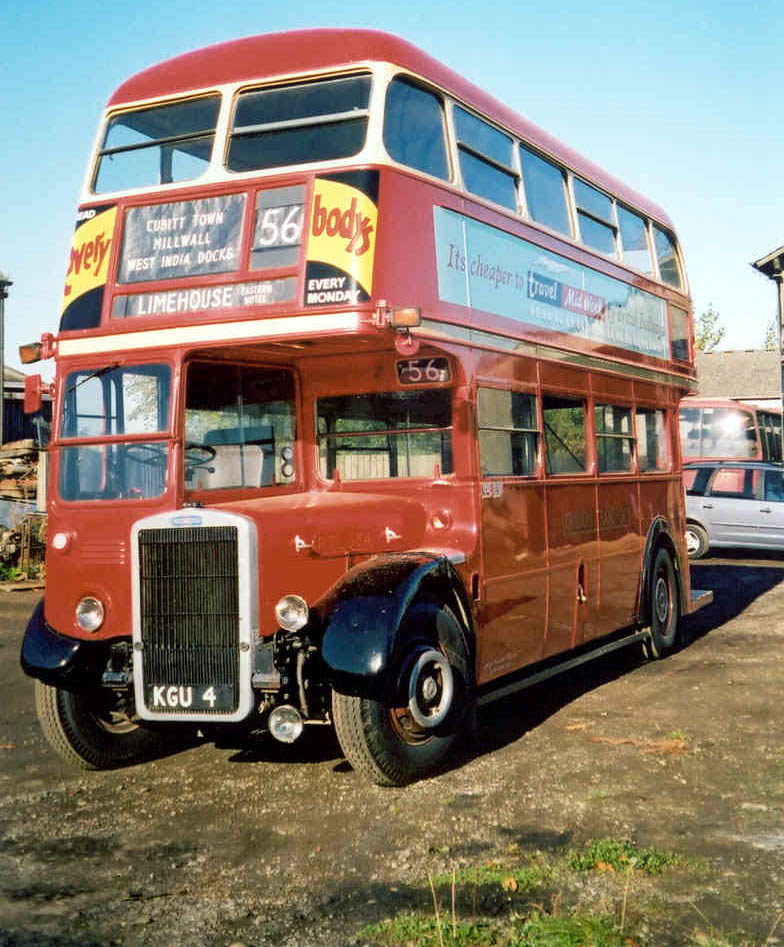
一輛1949年出廠的利蘭泰坦巴士

利蘭泰坦（Leyland Titan）是英國利蘭車廠生產的前置引擎雙層巴士底盤，於1927年至1970年間生產，其中曾於第二次世界大戰期間停產。

## 歷史
利蘭泰坦巴士主要針對英國市場，踪跡遍及英國各地，但亦有部分出口到南非、印度、巴基斯坦等國。利蘭泰坦停產後，利蘭開始新一代後置引擎巴士的開發計劃，其後正式命名為利蘭泰坦B15巴士，並於1977年投產。利蘭位於印度的子公司亞索利蘭（Ashok-Leyland）在英國利蘭停產同款巴士後仍繼續生產利蘭泰坦供應本土及南亞市場，名為「亞索利蘭泰坦」，並維持至今。

## 銷售情況

### 英國
倫敦運輸局於二戰後曾經購買二千多輛專為倫敦市場而設的利蘭泰坦巴士。1968年，英國政府開始資助巴士公司購置後置引擎巴士，英國最後一輛利蘭泰坦巴士於1969年交付，翌年再出口一批往印度。

### 香港
香港曾經出現的利蘭泰坦巴士皆為二手車，而當中中華汽車有限公司（中巴）擁有大部分泰坦巴士。
1972年，海底隧道通車，港島與九龍的陸路交通得以連成一線，為此，兩間巴士公司遂開辦3條海底隧道巴士線以作應付。當時中巴的車源十分緊張，卻因為後置引擎巴士的新趨勢，英國的巴士生產商紛紛停產傳統前置引擎巴士，中巴別無他選之下唯有向英國二手巴士市場入手。1972年至1976年間，中巴共分批購入82輛泰坦PD3/4型及28輛泰坦PD3/5型，其中4輛作為司機訓練用途。踏入1980年代，中巴車隊中的泰坦巴士開始被淘汰，卻有部分因為進行改裝工程，將原有的利蘭引擎換為吉拿引擎，車咀亦從全幅式改為半駕駛艙式，使其壽命得以短暫延續。中巴最後一輛退役的泰坦巴士為PD525，於1988年退役後一直棄置於日一車廠內，至1993年被拆卸。
中巴於1970年代初求車欲渴，急需尋找一款可靠的巴士，於是費盡千方百計試驗新車款，其中亦包括一輛由印度亞索利蘭 (Ashok Leyland)生產的泰坦ALPD1/1型，是為香港有史以來唯一一台印度製專利巴士。巴士在1974年投入服務，至1985年連同其他泰坦巴士進行改裝工程，翌年因為交通意外退役。
對岸的九龍汽車有限公司（九巴）亦於1973年從英國引入8輛利蘭泰坦PD3/5型巴士，全數於1982年之前退役。

## 圖片

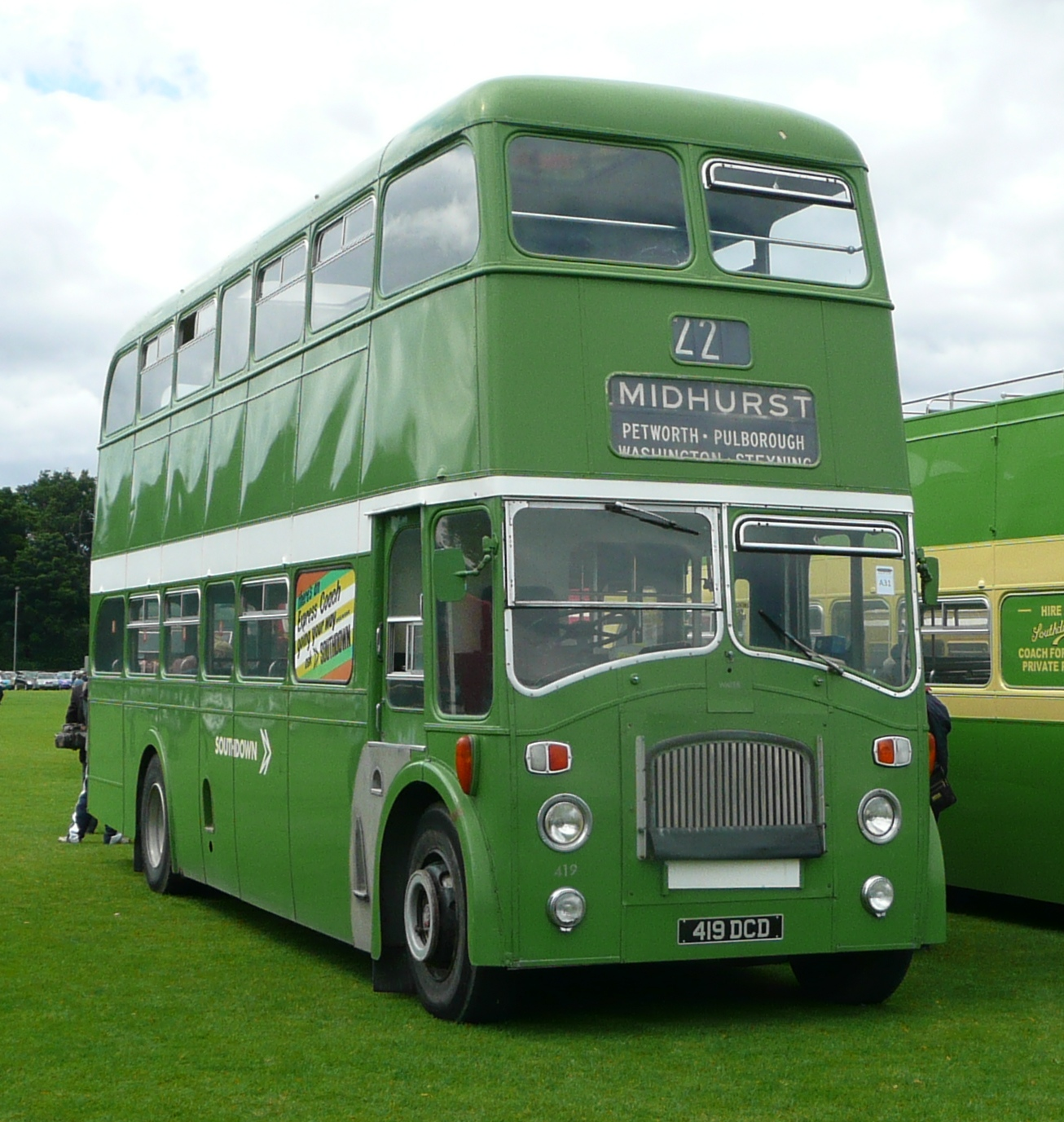
配上Northern Counties車身的利蘭泰坦巴士

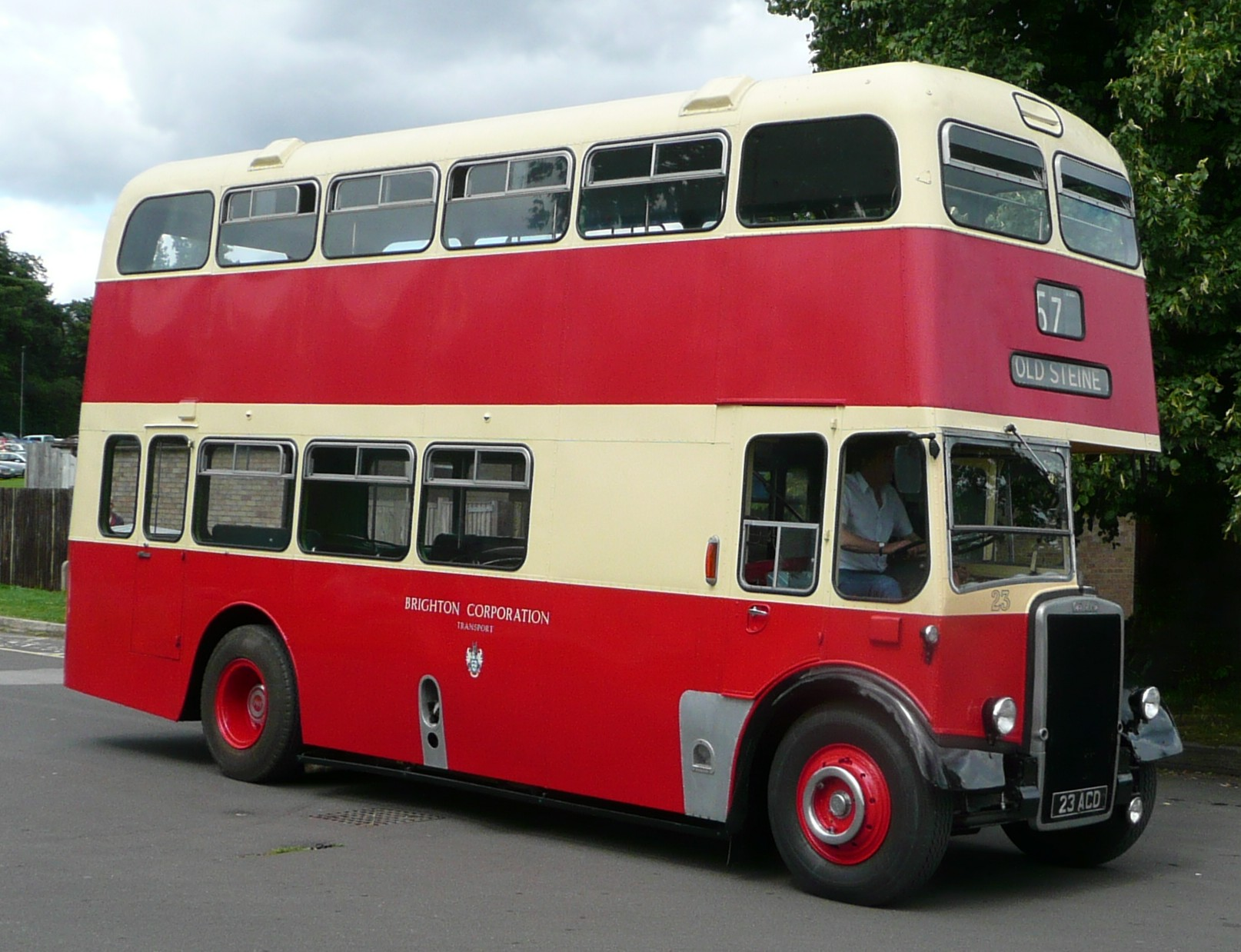
一輛獲保留的利蘭泰坦PD2/37型巴士